# Юрий Иванов (судно связи)
«Юрий Иванов» — российский средний разведывательный корабль ближней, дальней морской и океанской зоны, головной корабль проекта 18280, находится в составе Северного флота ВМФ России.
В задачи корабля входит обеспечение связи и управления флотом, ведение радиоразведки и радиоэлектронной борьбы, слежение за компонентами американской системы ПРО. Оборудование корабля позволяет обнаруживать радиосигналы в широком диапазоне частот и определять местоположение их источника.
Корабль назван в честь начальника Разведки ВМФ СССР в 1965—1979 годах — вице-адмирала Юрия Васильевича Иванова.

## Строительство
Корабль заложен на судостроительном заводе «Северная верфь» 27 декабря 2004 года под заводским номером 787. Строительство корабля затянулось из-за финансовых трудностей. Очередная отсрочка была из-за задержки поставки агрегатов с АО «Коломенский завод».
Корабль был спущен на воду только 30 сентября 2013 года. Ходовые и швартовные испытания начались в 2014 году, по прохождению которых планировалась передача в состав Северного флота до конца года. Церемония подъёма Андреевского флага была назначена на начало февраля 2015 года. Но из-за дооборудования корабля спецаппаратурой, передачу флоту отложили, и 23 июня 2015 года ходовые испытания возобновились.
26 июля 2015 года во время военно-морского парада в Балтийске в честь Дня ВМФ состоялась торжественная церемония поднятия Андреевского флага.

## Характеристики корабля
- Водоизмещение стандартное — 2500 тонн
- Водоизмещение полное — 4000 тонн
- Скорость хода полная — 20 узлов
- Скорость хода экономическая — 16 узлов
- Максимальная дальность плавания — 8000 миль (на 16 узлах).
- Автономность — 45 суток
- Экипаж — 131 человек
- Силовая установка — два двухвальных дизель-редукторных агрегата 5ДРА на базе двух дизелей 11Д42 «Коломенский завод» с суммарной мощностью около 5500 л. с. и двух редукторы производства ПАО «Звезда».

## Радиотехническое вооружение
Точный состав бортового радиотехнического вооружения является закрытой информацией. Предположительно в состав бортовой аппаратуры входят:
- комплекс для обеспечения навигации;
- аппаратура связи;
- системы многодиапазонной радиоразведки и контроля;
- оборудование сбора данных о работе радиотехнических средств вероятного противника.